# Urethekau
| G36 · X1 | V28 | D28 · Z2ss | I12 |

| G36 · X1 | V28 | D28 · Z2ss | I12 |

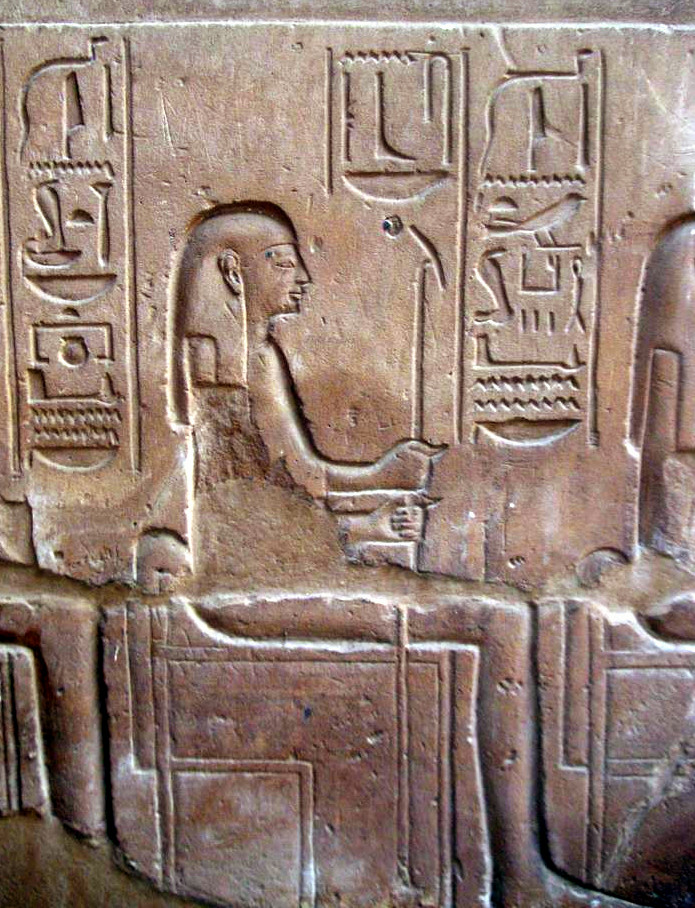
Relieve con Urethekau. Templo de Luxor. Reinado de Ramsés II.

Urethekau, Urthekau o Uret Hekau, en la mitología egipcia, era la antigua personificación egipcia de los poderes sobrenaturales. Su nombre como diosa (Ur es "grande", et es la terminación femenina y hekau es "magia" en plural) significa, aproximadamente, "la grande en magias", "la gran divinidad de los sortilegios" o "la gran encantadora". Su nombre aparece, a veces, vinculado a otras diosas.

## Iconografía
Se la representa como una diosa con cabeza de leona o como una serpiente con cabeza de mujer. Como esposa de Ra-Horajti, lleva su símbolo (el disco solar) en la cabeza y una corona shuty (de doble plumaje) junto con una cobra en la frente. 

## Cualidades mitológicas
Como diosa dedicada a la protección, a menudo aparecía en objetos funerarios, en particular en las armas, para que el difunto se protegiese contra los peligros del inframundo. También aparece su nombre en cuchillos de marfil como amuleto para proteger a las madres embarazadas y lactantes.
Su poder encarnaba y era una de las cualidades inherentes a las coronas reales de Egipto. Como diosa de las coronas, era una serpiente o una mujer con cabeza de leona y moraba en los santuarios estatales.
Urethekau era un epíteto conectado con frecuencia a Isis, Sejmet, Mut y otras.

## Tutankamon
Entre los amuletos encontrados en la tumba de Tutankamón, aparece el faraón adulto a menor tamaño, con características amarnienses, llevando una falda con fajines colgantes y una corona jeperesh, siendo amamantado por la diosa Isis que está en un proceso de transformación, siendo una serpiente pero con brazos, pechos y cabeza humana. Es Urethekau, protectora y nodriza de faraones, que infunde a su cuerpo con poderes y autoridad divina. Siendo un cuerpo híbrido de serpiente y humana, su cabeza femenina lleva un tocado de reina en forma de buitre, una corona real de doble plumaje, con cuernos y un ureo en la frente. En la base, se describe a Tutanjamón como "amado de Urethekau".